# Ебоніка
Ебо́ніка (англ. Ebonics) — діалект англійської мови, поширений серед афроамериканського населення Північної Америки.
Ебоніка має численні фонетичні і граматичні відмінності від інших діалектів американської англійської мови. Наприклад, не вимовляються англійські звуки, що передаються сполученням th (Da man замість the man), вживається подвійне заперечення (a'int done nothin' замість haven't done anything) тощо.
В 1997 році шкільна рада міста Окленд, Каліфорнія прийняла постанову, в якій ебоніка визнавалася окремою мовою, власною мовою афро-американців. Постанова була затверджена на останньому засіданні ради, перед тим, як передати повноваження новому складу. Новий склад ради відразу ж змінив її формулювання, тож вона не стала на заваді при отриманні державних субсидій для шкіл, однак галасу постанова наробила чимало.